# Aleksander Korwin Gosiewski
Aleksander Korwin Gosiewski, död 1639, var en polsk fältherre. Han var far till Wincenty Korwin Gosiewski.
Gosiewsky var 1606-08 i rysk fångenskap, utmärkte sig under fälttågen mot svenskarna 1625-28 och bidrog till den polska segern över ryssarna vid Smolensk 1633. Han grundade ett berömt jesuitkollegium i Dünaburg.